# Mario Alessandro Cattaneo
Mario Alessandro Cattaneo (Roma, 27 marzo 1934 – Venezia, 6 luglio 2010) è stato un filosofo del diritto italiano.

## Biografia
Dopo avere frequentato a Milano le scuole superiori all'Istituto Gonzaga si iscrisse all'Università Statale di Milano dove si laureò in giurisprudenza con una tesi discussa dal prof. Renato Treves nell'Istituto di Filosofia del diritto, dove divenne assistente ordinario. Su consiglio dei professori Renato Treves e Norberto Bobbio soggiornò al St Antony's College di Oxford seguendo l'insegnamento di Herbert L. Hart, di cui, su suggerimento di Norberto Bobbio e di Alessandro Passerin d'Entrèves, tradusse l'opera più famosa, The Concept of Law, redigendone anche una prefazione.
Fu assistente ordinario di filosofia del diritto della cattedra diretta dal prof. Renato Treves dal 1957 al 1967 con l'incarico di docente di Storia delle dottrine politiche nell'Università statale di Milano. Divenne libero docente di filosofia del diritto a 28 anni. 
Nel 1960 partecipò a un convegno, a Bellagio, sulla nozione e sulla storia del positivismo giuridico. Suscitato in parte dalle discussioni del convegno, uscì nel 1962 un suo studio sul positivismo inglese in cui presentò Hobbes, Bentham e Austin rispettivamente come il precursore, l'iniziatore e il costruttore del positivismo giuridico britannico e in cui propose un accostamento fra positivismo giuridico e relativismo etico; quest'ultima sua tesi fu confutata da Norberto Bobbio.
Dal 1967 al 1973 fu professore ordinario di filosofia del diritto all'Università di Sassari. Dal 1973 al 1987 fu docente ordinario della stessa materia all'Università di Ferrara. Dal 1987 al 2002 fu docente ordinario di filosofia del diritto all'Università degli studi di Milano. Dal 2002 al 2006 fu professore ordinario di filosofia del diritto all'università di Treviso (sede distaccata dell'Università di Padova). Nel 1987 gli fu conferita la Medaglia d'oro ai benemeriti della scuola della cultura e dell'arte.
Fu Vicepresidente della Società italiana di Filosofia giuridica e politica.
Fu socio in Italia dell'Istituto lombardo di Scienze e Lettere di Milano, dell'Ateneo Veneto di Venezia, dell'Istituto veneto di Scienze lettere ed arti di Venezia e dell'Accademia delle Scienze di Ferrara.
In Germania fu socio della Wissenschaftliche Gesellschaft dell'Università di Francoforte sul Meno.
La sua produzione scientifica analizza l'evoluzione storica delle teorie della pena e le opere dei grandi giuristi italiani, francesi, tedeschi ed inglesi dell'illuminismo giuridico europeo, con particolare analisi della filosofia giuridica di Kant. Cattaneo ha anche analizzato il rapporto tra diritto e letteratura esaminando i capolavori di grandi scrittori europei. 
Studiò il pensiero politico di Robespierre, al quale dedicò un saggio nel 1968 e di cui curò una raccolta di discorsi pubblicata nel 1989.
Organizzò vari convegni scientifici tra cui il "II Congresso nazionale della Società Italiana di Filosofia Giuridica e Politica" il 2-5 ottobre 1978 (atti: Problemi della sanzione - Società e diritto in Marx, a cura di Rinaldo Orecchia), il Colloquio internazionale "Diritto e Stato nella Rivoluzione francese" tenutosi a Milano nel 1990 ed il "Colloquio internazionale per il bicentenario della morte di Immanuel Kant (1804-2004)" tenutosi a Treviso il 1º ottobre 2004 (Atti a cura di Mario A. Cattaneo, Edizioni Scientifiche Italiane, 2005).
Fu direttore della collana "Filosofia del diritto e dignità umana" della casa editrice ESI di Napoli e della collana “Studi di storia della filosofia del diritto”.
Morì a Venezia il 6 luglio 2010 ed è sepolto nella cappella di famiglia a Piacenza.

### Opere
- Il concetto di rivoluzione nella scienza del diritto, Milano 1960
- Il positivismo giuridico inglese: Hobbes, Bentham, Austin, Milano, Giuffrè, 1962.
- Il partito politico nel pensiero dell'Illuminismo e della Rivoluzione francese, Milano 1964
- Le dottrine politiche di Montesquieu e Rousseau, Milano 1964
- Illuminismo e legislazione, Milano, 1966
- Montesquieu, Rousseau e la Rivoluzione francese, Milano 1967
- Libertà e virtù nel pensiero politico di Robespierre, Milano, Istituto Editoriale Cisalpino, 1968.
- Anselm Feuerbach filosofo e giurista liberale, Milano 1970
- Corso di filosofia del diritto, Ferrara, 1974
- La filosofia della pena nei secolo XVII e XVIII, Ferrara 1974
- Delitto e pena nel pensiero di Christian Thomasius, Milano, 1976
- Il problema filosofico della pena, Ferrara, 1978
- Stato di diritto e stato totalitario, Ferrara, 1979
- Dignità umana e pena nella filosofia di Kant, Milano, 1981
- Metafisica del diritto e ragione pura. Studio sul "platonismo giuridico" di Kant, Milano, Giuffrè, 1984, ISBN 8814004056.
- Carlo Goldoni ed Alessandro Manzoni. Illuminismo e diritto penale, Milano, Giuffrè, 1987, ISBN 881402958X.
- Francesco Carrara e la filosofia del diritto penale, Torino, 1988
- Pena, diritto e dignità umana: saggio sulla filosofia del diritto penale, Torino, 1990
- Suggestioni penalistiche in testi letterari, Milano, Giuffrè, 1992, ISBN 9788814037405.
- Persona e Stato di diritto Discorsi alla nazione europea, Torino 1994
- L'Umanesimo giuridico e penale di Karl Grolman, Pisa 1996
- Critica della giustizia, Pisa 1996
- L'umanesimo giuridico penale di Karl Grolman, Pisa 1996
- Pena di morte e civiltà del diritto (scelta di testi ed introduzione a cura di M. Cattaneo) Milano 1997
- Terrorismo ed arbitrio, Il problema giuridico del totalitarismo, Padova 1998
- Karl Grolmans straftrechtlicher Humanismus, Baden Baden, 1998
- Naturrecht als Idee der Menschenwurde, Stuttgart, 1999
- Il liberalismo penale di Montesquieu, Napoli 2000
- Dignità umana e pace perpetua, Kant e la critica della politica, Padova, 2002
- Simone Weil e la critica dell'idolatria sociale, Napoli, 2002
- Riflessioni sull'umanesimo giuridico, Napoli, 2004
- Kant e la filosofia del diritto, colloquio internazionale per il bicentenario della morte di Immanuel Kant (1804-2004), Treviso 1 ottobre 2004 (a cura di M.A. Cattaneo), Napoli 2005
- Diritto e forza. Un delicato rapporto, Padova, 2005
- Giusnaturalismo e dignità umana, Napoli, 2006
- Dotta ignoranza e umanesimo cristiano, Napoli 2007
- Le radici dell'Europa tra fede e ragione, uno studio filosofico-giuridico, Napoli, 2008

### Curatele e prefazioni
- Herbert L. A. Hart, Il concetto di diritto, a cura di Mario A. Cattaneo, Torino, Einaudi, 2002  [1965], ISBN 88-06-16311-6.
- Massimiliano Robespierre, La scalata al cielo: discorsi, traduzione di Giuliana Pistoso, a cura e con un saggio di Mario A. Cattaneo, Verona, Essedue, 1989, ISBN 8885697240.
- Diritto e Stato nella filosofia della Rivoluzione francese. Atti del Colloquio internazionale (Milano, 1-3 ottobre 1990), a cura di Mario A. Cattaneo, Milano, Giuffrè, 1992, ISBN 8814031738.

### Critica
- Norberto Bobbio, Giusnaturalismo e positivismo giuridico, prefazione di Luigi Ferrajoli, Roma-Bari, Laterza, 2011  [1965], ISBN 978-88-420-8668-0.
- Vincenzo Ferrari, Ricordo di Mario A. Cattaneo (1934-2010) in Rivista internazionale di Filosofia del Diritto, 2010, pp.471-480
- Wolfgang Naucke Mario A. Cattaneo (1934-2010), Conferenza tenuta nella riunione della "Wissenschaftliche Gesellschaft der Johann Wolfgang Universitaet" il 4 giugno 2011
- Vanda Fiorillo Michael Kahlo (a cura di) "Wege zur Menschenwuerde Ein deutsch-italienischer Dialog in memoriam Mario A Cattaneo in Zusammenarbeit mit Brigitte Kelker, Paolo Becchi, Giulio M. Chiodi, Christoph Enders" Mentis Verlag; Muenster, 2015 pp.  490

| Controllo di autorità | VIAF (EN) 109363334 · ISNI (EN) 0000 0001 0933 0442 · SBN CFIV048801 · LCCN (EN) n82004851 · GND (DE) 1055810072 · BNE (ES) XX4750422 (data) · BNF (FR) cb12344009v (data) · J9U (EN, HE) 987007259540705171 · CONOR.SI (SL) 47163235 |